# Edwin Hubble
Edwin Powell Hubble (Marshfield, 20 november 1889 – San Marino (Californië), 28 september 1953) was een Amerikaans astronoom en kosmoloog. Hubble kon in 1923 aantonen dat de waargenomen 'nevels' afzonderlijke sterrenstelsels waren, waarmee bewezen werd dat het heelal veel groter was dan aanvankelijk gedacht. Een van zijn belangrijkste ontdekkingen (1929) was dat er een verband bestond tussen de roodverschuiving van verre sterrenstelsels en hun afstand tot de aarde. Hiermee werd de theorie aannemelijk gemaakt dat het heelal uitdijde. Georges Lemaître had dit verband al in 1927 gepubliceerd, maar Hubble was hier aanvankelijk niet van op de hoogte.

## Levensloop
Hubble werd geboren als zoon van John Powell Hubble (een verzekeringsdirecteur) en Virginia Lee James, in Marshfield in de staat Missouri en wijdde zich gedurende zijn studie aan de Universiteit van Chicago vooral aan wiskunde en astronomie. Hij was meer bekend om zijn sportieve prestaties – record hoogspringen van Illinois – dan als intellectueel. Hij haalde een bachelordiploma in 1910. De daaropvolgende drie jaar bracht hij met een Rhodesbeurs door in Oxford (Engeland), waar hij rechten en Spaans studeerde en een M.A. (Master of Arts) diploma ontving. De rest van zijn leven bleef hij zich als een Engelsman gedragen, soms tot ergernis van Amerikaanse collega's.
Hij keerde terug naar de VS waar hij leraar werd, basketbaltrainer en advocaat. Hij diende in de Eerste Wereldoorlog en bracht het tot majoor. Daarna keerde hij terug tot de sterrenkunde en werkte bij het Yerkes Observatory van de Universiteit van Chicago, waar hij de doctorstitel (PhD) behaalde in 1917 met een proefschrift "Photographic Investigations of Faint Nebulae" (Fotografisch onderzoek naar zwakke nevels). 
In 1919 werd Hubble een baan aangeboden door George Hale, de grondlegger en directeur van het Mount Wilson Observatory horend bij het Carnegie-instituut, bij Pasadena, Californië. Hier bleef hij werken tot aan zijn dood in 1953. Kort voor zijn dood werd de 200-inch Haletelescoop in het Palomar-observatorium voltooid. Hubble was de eerste die er gebruik van kon maken. 
Edwin Hubble overleed aan een beroerte op  28 september 1953. Er werd geen begrafenis gehouden omdat zijn vrouw dit weigerde en het is nooit publiekelijk bekend geworden wat er dan wel met zijn lichaam is gebeurd. Hij kan gecremeerd zijn of in een naamloos graf liggen.

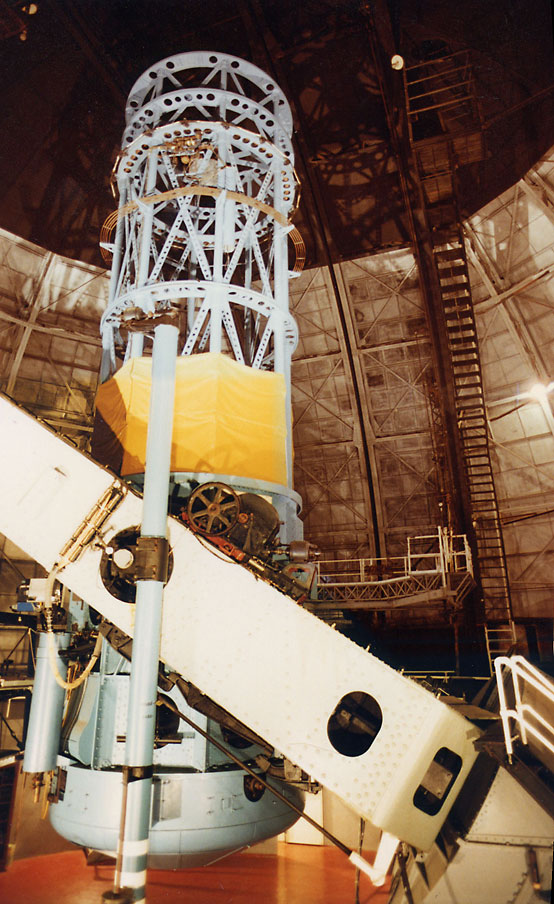
De 100-inch-Hookertelescoop waarmee Hubble de Wet van Hubble-Lemaître ontdekte

## Ontdekkingen

### Nevels zijn zelfstandige sterrenstelsels
Hij begon op Mount Wilson ongeveer in dezelfde tijd  dat de 100-inch-Hookertelescoop werd voltooid, toen de krachtigste telescoop ter wereld. Met deze telescoop vond Hubble Cepheïden in verscheidene nabije stelsels zoals de Andromedanevel. Hubbles waarnemingen met deze telescoop in 1923-24 bewezen overtuigend dat de wazige "nevelvlekken" die eerder met minder sterke telescopen waren waargenomen geen deel uitmaakten van het Melkwegstelsel, zoals eerder werd gedacht, maar zelf sterrenstelsels waren die buiten de Melkweg lagen.

### Indeling sterrenstelsels
Hubble bedacht de zogenaamde stemvorkindeling van sterrenstelsels, beter bekend als de Hubble-classificatie.

### Roodverschuiving neemt toe met de afstand

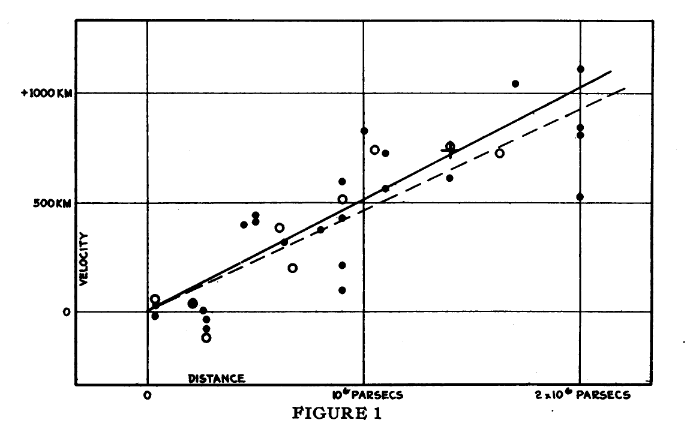
Het verband tussen afstand en snelheid (1929)

Daarna ontdekte Hubble samen met Milton Humason een rechtlijnig verband tussen de roodverschuiving van verre sterrenstelsels en hun afstand. Dit verband staat bekend als de Wet van Hubble-Lemaître. Deze wordt uitgelegd als een gevolg van dopplereffect in het uitdijend universum. Dit was de tweede observationele ondersteuning voor de theorie van het uitdijend heelal die in 1922 door Alexander Friedmann als een wiskundige mogelijkheid en in 1927 eerder door Georges Lemaître was voorgesteld als voortvloeisel uit de algemene relativiteitstheorie van Albert Einstein en door hem aangetoond aan de hand van astronomische metingen. Hubble was aanvankelijk niet op de hoogte van Lemaîtres eerdere resultaten. De resultaten van Hubble leidden tot brede aanvaarding van de uitdijing van het heelal en tot de uitwerking van de Big-Bangtheorie. Hubble zag zich uitsluitend als waarnemer en liet de interpretatie van het ontdekte verband aan anderen over. In 1931 schreef hij aan de vooraanstaande Nederlandse sterrenkundige Willem de Sitter:
...we gebruiken de uitdrukking 'schijnbare snelheden' om het empirische karakter van het verband te benadrukken. De interpretatie moet volgens ons aan u en de weinige andere experts over gelaten worden.

## Sterrenkunde als deel van de natuurkunde
Hubble heeft zich ook ingezet om astronomie als een vorm van natuurkunde te laten erkennen, in plaats van een eigen richting. Dit deed hij vooral om te zorgen dat astronomen ook een kans hadden om een Nobelprijs te ontvangen. Uiteindelijk stemde het Nobelprijs Comité daar mee in. Dit gebeurde in 1953, toen Hubble al overleden was. De Nobelprijs wordt nooit postuum toegekend. De ruimtetelescoop Hubble, die om de Aarde draait, is naar hem vernoemd.